# Антонов Володимир Сергійович
Володи́мир Сергі́йович Анто́нов (нар. 23 серпня, 1932, Воронеж — пом. 8 жовтня 2006, Київ) — український флейтист і музичний педагог. Заслужений артист УРСР з 1969 року, народний артист України з 1998 року. Лауреат Українського республіканського (1957; 1-а премія) та всесоюзного (1957; 3-я премія) конкурсів музикантів-виконавців.

## Життєпис
Народився 23 серпня, 1932 року в місті Воронежі (нині Росія). З 1948 року грав в оркестрі Київського театру опери та балету України імені Тараса Шевченка. В 1955 році закінчив Київську консерваторію імені Петра Чайковського. З того ж року — соліст симфонічного оркестру Київського оперного театру.
З 1960 року викладач Київської консерваторії. 1967 року закінчив аспірантуру при ній по класу флейти (клас Андрія Проценка). З 1984 року і до кінця життя — завідувач кафедри духових та ударних інструментів (професор з 1991 року) Київської консерваторії. Помер у Києві 8 жовтня 2006 року.

## Творчість
До репертуару музиканта входили твори класиків (Вольфганга Амадея Моцарта, Петра Чайковського, Дмитра Шостаковича та інших) і сучасних композиторів.
Виконував сольні партії в оркестрі під керівництвом провідних диригентів: Ігоря Блажкова, Івана Гамкала, Федора Глущенка, Вадима Гнєдаша, Михайла Канерштейна, Володимира Кожухаря, Миколи Колесси, Веніаміна Тольби, Натана Рахліна, Костянтина Сімеонова, Стефана Турчака та інших. Брав участь у концертах Дмитра Гнатюка, Євгенії Мірошниченко, Бели Руденко, Анатолія Солов'яненка та інших співаків.
Неодноразово гастролював з оркестром Ленінградської філармонії в країнах Європи, у США, Канаді, Японії. Виступав як соліст та у складі ансамблю. У 1977 році був першим виконавцем концерту для флейти Ігоря Шамо.
Написав низку методичних посібників та праць з методики навчання гри на флейті, зокрема автор праць:
- Воспитательная работа педагога специального класса // Исполнительство на духовых инструментах. Киев: Киевская государственная консерватория, 1986. 111 с. (у співавторстві);
- Андрій Федорович Проценко // Виконавські школи вищих навчальних закладів України / Головний редактор І. Д. Безгін. Київ: Київська консерваторія ім. П. І. Чайковського, 1990. 180 с.;
- Вільгельм Мар'янович Яблонський // Виконавські школи вищих навчальних закладів України / Головний редактор І. Д. Безгін. Київ: Київська консерваторія ім. П. І. Чайковського, 1990. 180 с.

## Вшанування
- З 2011 року проводиться Всеукраїнський конкурс молодих виконавців на дерев’яних духових інструментах імені Володимира Антонова.
- 26 жовтня 2021 року в Національній музичній академії України імені Петра Чайковського поруч з 54 класом Володимиру Антонову було відкрито мармурову меморіальну дошку[2].